# Feldberg (góra)
Feldberg – najwyższy szczyt w paśmie górskim Schwarzwald (Niemcy). Wysokość 1493 m n.p.m. Położony w landzie Badenia-Wirtembergia.
Na szczycie góry umiejscowiona jest stacja meteorologiczna wybudowana w 1937 roku. Na szczyt dojść można pieszo lub po części dojechać wyciągiem linowym ze stacji położonej u podnóża góry. 

## Galeria

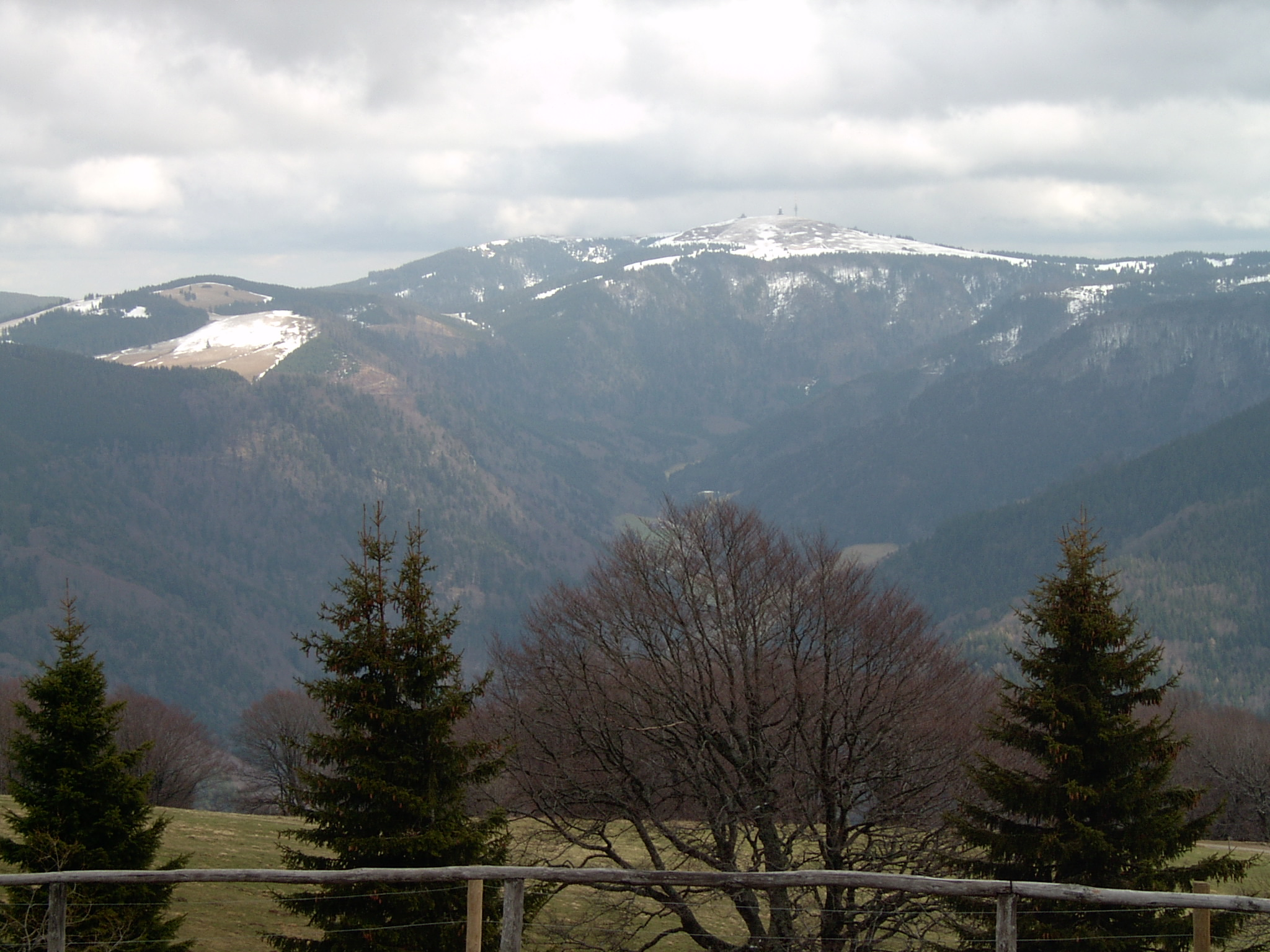
Feldberg
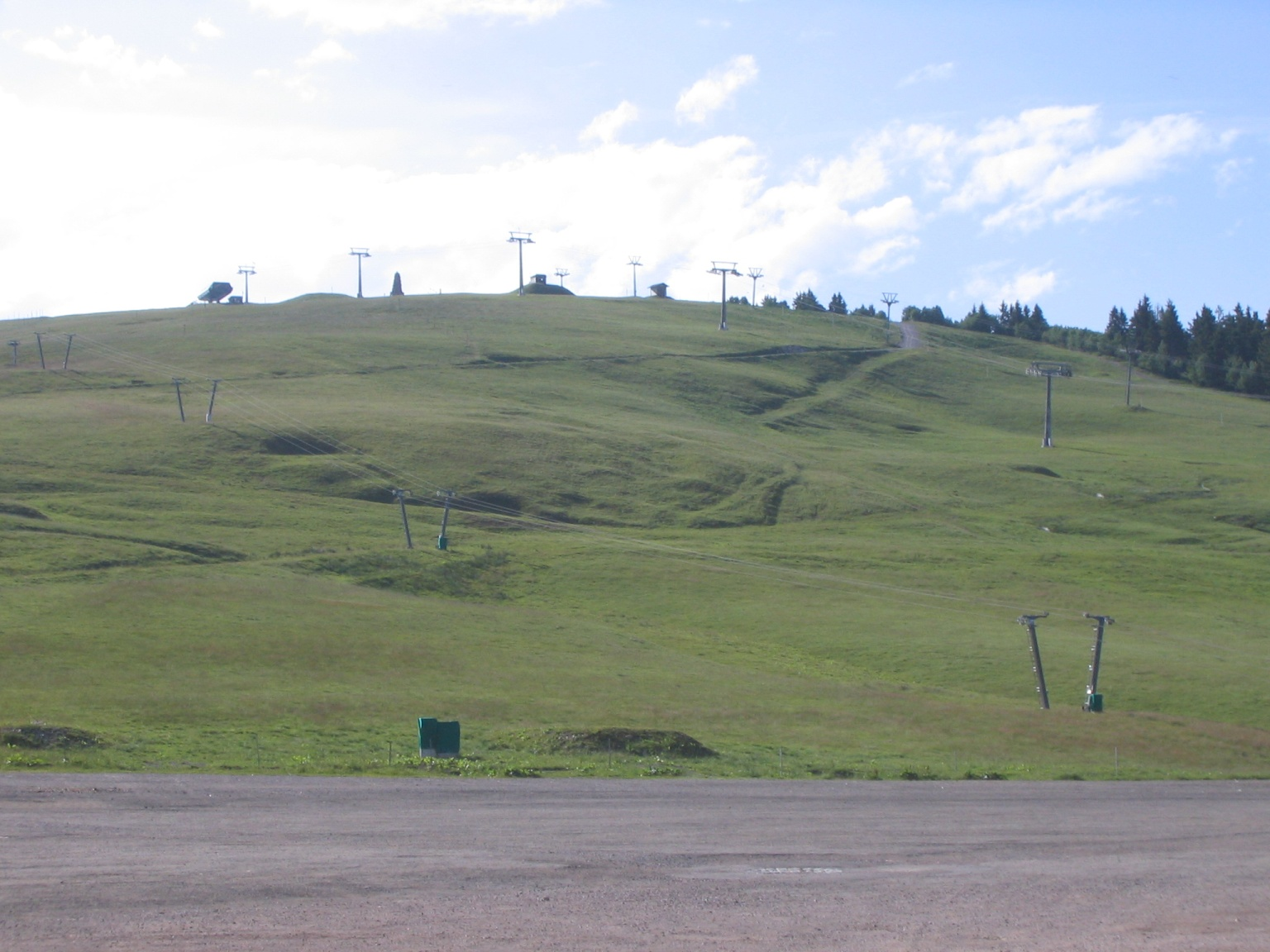
Wyciągi narciarskie
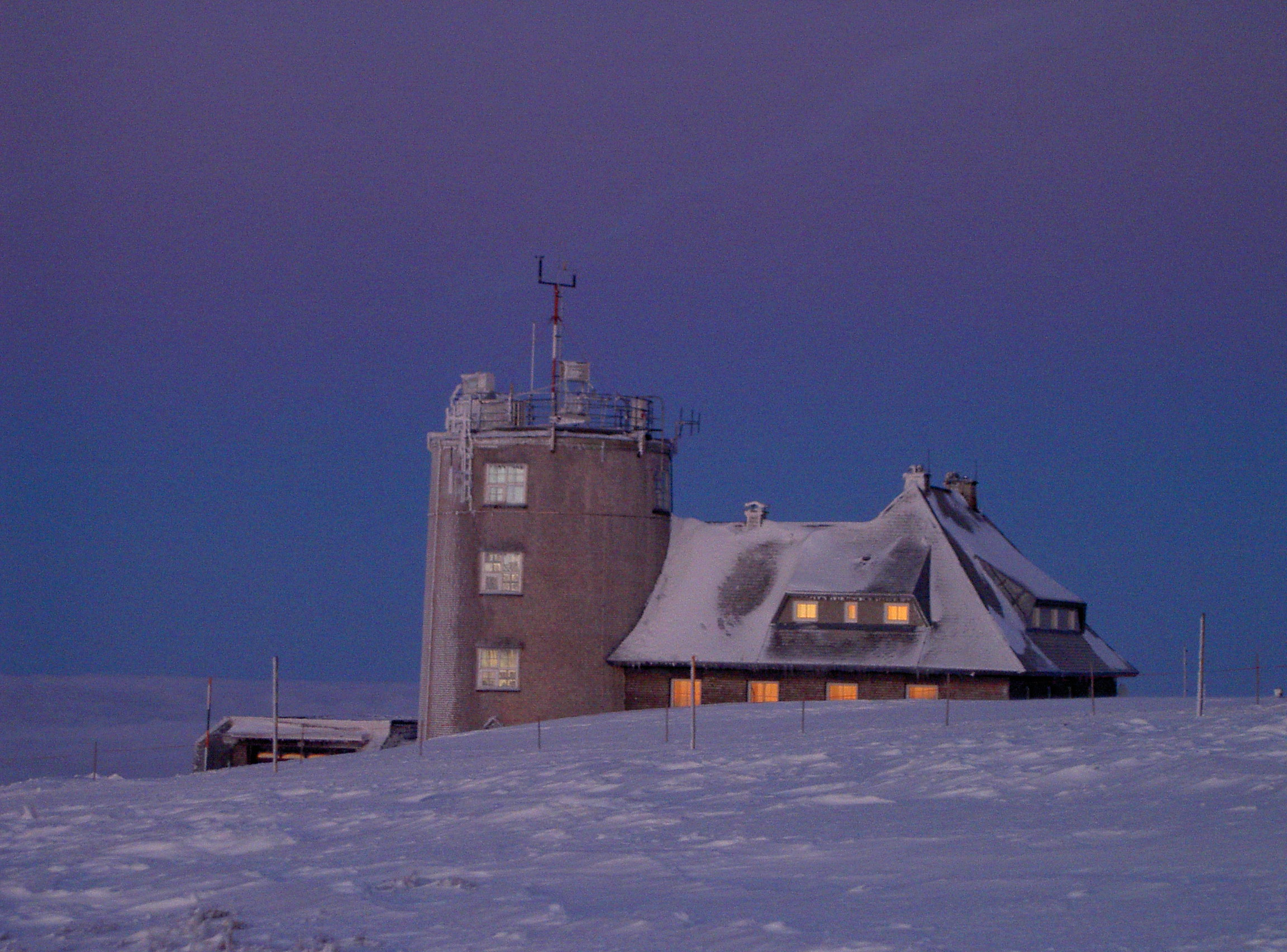
Stacja meteorologiczna